# Занимаясь любовью
Занимаясь любовью (англ. Making Love) — американская драма 1982 года режиссёра Артура Хиллера.

## В ролях
- Майкл Онткин — Зак Эллиот
- Кейт Джексон — Клэр Эллиот, жена Зака
- Гарри Хэмлин — Барт — писатель, друг Зака
- Уэнди Хиллер — Винни, мать Клэр
- Артур Хилл — Генри

## Оценка
Оценка фильма «Занимаясь любовью» (1982) режиссёра Артура Хиллера на сайтах «Кинопоиска» и «IMDb» — 6,8 и 6,9 соответственно.

## Награды и номинации
- 1983 год. Номинация на «Золотой глобус» — Лучшая песня (Making Love)